# الفقاعي (المنيا)
قرية الفقاعي هي إحدي القرى التابعة لمركز أبو قرقاص بمحافظة المنيا في جمهورية مصر العربية. حسب إحصاءات سنة 2006، بلغ إجمالي السكان في الفقاعي 5382 نسمة، منهم 2823 رجل و2559 امرأة.